# 水の女
『水の女』（みずのおんな 、英：Woman of Water ）は、2002年に公開された日本映画。内容は、銭湯を舞台にしたラブストーリーである。
第59回ヴェネツィア国際映画祭批評家週間招待、サンダンス・NHK国際映像作家賞2001受賞作品。

## ストーリー
関西の小さな町。銭湯を営む涼（UA）は父と二人暮らし。結婚を控えた目前、婚約者が車の事故で、父も心臓発作で亡くなってしまう。突如天涯孤独となってしまった涼は、火を眺めていると落ち着くと言う不思議な青年優作（浅野忠信）と出会う。
それならということで、涼は優作に銭湯・ひかり湯の仕事を手伝ってもらうようになる。やがて恋に落ち2人は惹かれあう。
しかしその後、涼は優作が放火の指名手配犯であることを知る。翠（小川眞由美）が優作に自分の家を燃やされたことを知り、そのことを責められた優作は煙突に上ってしまうが、落雷に遭い全身を炎が覆ってしまう...

## キャスト
- 清水涼 - UA
- 宮澤優作 - 浅野忠信
- ユキノ - HIKARU
- 清水忠雄 - 江夏豊
- ヨシオ - 大浦龍宇一
- 仲代 - 塩見三省
- 太宰 - 大久保鷹
- 製材所の男 - 流山児祥
- 若き日の忠雄 - 川又邦広
- 銭湯の客  - 町田忍
- 少年時代の優作 - 樋口圭太
- 聡子の子供 - 谷崎亜門
- 少女 - 杉山りん
- 安二郎 - 都家歌六
- 浪曲爺 - 松島一夫
- 煙突掃除人 - 頭師佳孝
- 警官 - 石井光三
- 犬を散歩させている男 - ぼんちおさむ
- 聡子 - YUKI
- 翠 - 小川眞由美

## スタッフ
- 監督・脚本・編集 - 杉森秀則
- 製作総指揮 - 中村雅哉
- 製作 - 河村光庸、猿川直人
- プロデューサー - 甲斐真樹、根岸洋之
- 撮影 - 町田博（J.S.C）
- 美術 - 林田裕至
- 照明 - 木村太朗
- 録音 - 林大輔
- 音響効果 - 渡部健一、小島彩（東洋音響カモメ）
- 音楽 - 菅野よう子
- 音楽プロデューサー - 金橋豊彦
- 助監督 - 猪腰弘之
- 銭湯コーディネイター - 町田忍
- ビジュアルアーティスト - 柳川瀬雅英
- VFXプロデューサー - 石井教雄（オムニバス・ジャパン）
- 現像 - IMAGICA
- 宣伝協力 - 東北新社
- 製作協力 - 日活撮影所
- 製作 - アーティストフィルム、日活